# サンデー演歌ベスト30
『サンデー演歌ベスト30』（サンデーえんかベストさんじゅう）は、2009年4月5日から2023年12月31日まで岐阜放送ラジオで毎週日曜の午前から午後に放送されている演歌である。

## 概要
番組が独自に集計した演歌の最新ヒットランキングや、音楽情報で構成されるカウントダウン番組。
有線の演歌のヒットチャートと県内各所のCD店の売上や、リスナーからのリクエストを合わせ、番組独自のヒットランキングを作成している。
2023年12月17日の放送冒頭にて2023年12月31日の番組終了告知している。

## コーナー
- 11:40～ ひなたみなの演歌恋々

## パーソナリティ
- 池戸陽平
- 櫻井靖子

### 特別体制
2020年4月20日より、新型コロナウイルス感染症対策のため、池戸のみが出演する体制で放送している。

### 過去
- 篠崎友華里（番組開始当初～）[1]